# Blue (Da Ba Dee)
"Blue (Da Ba Dee)" é uma canção do grupo italiano Eiffel 65, lançado em 15 de janeiro de 1999 como single principal de seu álbum de estreia, Europop (1999). A canção é a mais popular do grupo, tendo atingido o número um em vários países, como a Irlanda, o Reino Unido, a Holanda, França, Suécia, Suíça, Nova Zelândia, Finlândia, Noruega, Austrália, Alemanha e Portugal, bem como alcançando o número seis no Billboard Hot 100 (Estados Unidos). No Reino Unido, a música originalmente entrou no top 40 apenas nas vendas de importação. Foi apenas o terceiro single para fazer isso. A música também recebeu uma indicação ao Prêmio Grammy de Melhor Gravação de Dance, na edição de 2001 da premiação, ou seja, dois anos depois de ter sido lançado.
Em 2013 voltou à mídia por ser a música de abertura de Homem de Ferro 3 e em 2022 com o single "I'm Good (Blue)", de David Guetta com Bebe Rexha, baseado em grande parte no êxito do grupo italiano.

## Escrita e produção
Escrita pelo vocalista do Eiffel 65, Jeffrey Jey, pelo tecladista Maurizio Lobina e pelo produtor Massimo Gabutti, "Blue (Da Ba Dee)" foi inspirada no gancho de piano de abertura composto por Lobina. Os produtores da música então tiveram a ideia de uma música dançante. Jey explicou que sua inspiração para as letras foi como uma pessoa escolhe seu estilo de vida. A cor azul como tema principal da música foi escolhida aleatoriamente, com Lobina lhe dizendo para escrever letras sem sentido. Gabutti veio com o gancho "da ba dee". O efeito vocal de tom alterado usado na música foi criado com um harmonizador.

## Letras e composição
"Blue (Da Ba Dee)" está escrito na chave de G menor, com a faixa vocal abrangente do dó 3 ao mi♭ 4, e é definido em tempo comum com um ritmo moderado de 128 BPM (batimentos por minuto).
As letras da música contam uma história sobre um homem que vive em um " mundo azul ". Também diz que ele é "azul dentro e fora", que, junto com a letra "ele mesmo e todos ao redor", porque ele não tem ninguém para ouvir "e" o azul são os sentimentos que vivem dentro de mim" pode indicar que o termo azul representa seu estado emocional; No entanto, a música também afirma que uma grande variedade do que ele possui é também azul, incluindo sua casa e seu carro ("um Corvette azul"): vários objetos de cor azul também são retratados na capa do solteiro. O refrão da música é a frase "Eu sou azul", seguido de uma repetição sucessiva das palavras "da ba dee da ba daa", que o refrão se baseia.

## Recepção crítica
A música recebeu críticas mistas de críticas. Entertainment Weekly revisou positivamente a música, chamando a música de "um fugaz e bom tapper" e deu à música uma classificação de B-. O crítico da PopMatters Chris Massey, em sua revisão da Europop , descreveu sua reação inicial à música como sendo "realmente, realmente ruim". No entanto, ele afirmou mais tarde na revisão que, depois de muitas repetidas audiências da música, ele "adorou".
Rolling Stone , no entanto, em sua revisão de Europop , deu a música uma crítica negativa, afirmando que a canção "combina Cher esque vocoder vocais, riffs synth transe, batidas eurodisco imperturbáveis e um coro baby-babble tão infantis que faz com que o Teletubbies soam como Shakespeare".  A revista também colocou a música em sua lista das "20 canções mais irritantes", no nº 14.

## Desempenho do gráfico
O single, lançado em abril de 1999, era um gráfico em muitos países europeus. A música inicialmente encontrou sucesso na França, onde estreou no gráfico em junho de 1999 e alcançou o número um no final de agosto. Em seguida, encontrou sucesso em outros países europeus, atingindo o primeiro lugar em muitas tabelas em setembro do mesmo ano, incluindo Alemanha, Países Baixos, Suíça, Suécia, Noruega e muitos outros países. Ele substituiu " Mambo No. 5 " por Lou Bega em muitos desses gráficos no primeiro lugar.
A música também encontrou sucesso em outras regiões, incluindo Oceania e América do Norte: atingiu o número um na Austrália, Nova Zelândia e Canadá. Tornou-se um hit de dez melhores no US Billboard Hot 100, atingindo o número seis. Tornou-se a melhor música italiana de gráficos nos Estados Unidos desde Al di là por Emilio Pericoli, que também atingiu o pico em seis em 1962.
A música retornou a mídia em 6 de maio de 2013 no número 40 no Reino Unido , na mesma semana em que a música apareceu no filme Iron Man 3.

## Vídeo de música
O video musical da música foi lançado em 1999 pela BlissCoMedia, uma empresa de computação gráfica da Bliss Corporation, conhecida no momento em que o vídeo foi produzido e lançado como "BlissMultiMedia". O vídeo apresentou gráficos computacionais criados com 3ds Max, e os membros de Eiffel 65 Maurizio Lobina e Gabry Ponte tentam salvar Jeffrey Jey dos alienígenas Zorotl e Sayok-6.

## Versões de capa e amostragens
A cantora alemã Max Raabe e Palast Orchester cobriram a música para o álbum de estúdio 2001 Super Hits. Uma versão de capa foi lançada no álbum de estúdio Crazy Frog 2006 More Crazy Hits . Flo Rida provou o coro de "Blue (Da Ba Dee)" em seu único single " Sugar " de 2009 . Michael Mind Project usou uma amostra de "Blue (Da Ba Dee)" em seu single de 2012 " Feeling So Blue ". Sandra Lyng usou uma amostra da música em seu single "Blue". O artista country americano Coffey Anderson usou uma amostragem em seu single de 2017 "Just Dance 2018 também cobre essa música, disse o artista para esta música é o Hit The Electro Beat.

## Aparições na mídia
A música apareceu em vários filmes e séries de televisão. Foi incluído em filmes como Loser (2000), Big Fat Liar (2002), Iron Man 3 (2013), Mommy (2014) e Smurfs: The Lost Village (2017), a terceira instância durante uma cena de flashback ambientada em 1999, ano em que a música foi lançada. Na televisão, foi usado no episódio Daria The F Word e no final 90210 da temporada 1. Em 15 de março de 2011, o Ozone Entertainment lançou a música pela Rock Band Network. É a primeira música no serviço a incorporar o teclado introduzido no Rock Band 3. A música também foi exibida em uma propaganda da EDF Energy em 2015.
Uma versão de capa da música que corresponde ao comprimento da versão do vídeo é apresentada no jogo de ritmo de dança Just Dance 2018.